# 계룡산 초혼각지
계룡산 초혼각지(鷄龍山 招魂閣址)는 대한민국 충청남도 공주시 반포면 동학사 내에 있는, 세조(재위 1455∼1468)가 단종을 폐위할 때 뜻을 굽히지 않고 절의를 지켜 죽어간 사육신 이하 여러 충신들의 혼을 모셨던 곳이다. 1977년 7월 4일 충청남도의 기념물 제18호로 지정되었다.

## 개요
세조(재위 1455∼1468)가 단종을 폐위할 때 뜻을 굽히지 않고 절의를 지켜 죽어간 사육신 이하 여러 충신들의 혼을 모셨던 곳이다.
세조가 왕위를 차지하는 과정에서 황보인, 김종서는 수양대군에게 살해당하였고, 왕위를 찬탈한 다음해인 세조 2년(1456)에는 성삼문을 비롯한 사육신이 단종의 복위를 꾀하다가 모두 참형 당했다.
같은 해 생육신인 매월당 김시습이 이곳 계룡산에 와서 제단을 마련하고 이들을 위해 초혼제를 지내어 영혼들을 위로하였다고 전해진다. 그후 세조 4년(1458) 조정에서는 단종을 비롯하여 안평대군, 황보인, 김종서 등 당시 죽음을 당한 280여 위패를 모시고 영혼을 위로하기 위한 초혼각을 세웠다고 한다.
세조 12년(1466)에 김시습 등이 건물을 더 짓고 매년 봄, 가을로 제사를 지내오다가, 영조 4년(1728) 화재로 타버린 것을 고종 원년(1863)에 만화스님이 지금의 모습으로 다시 세웠다고 한다. 1904년 숙모전이라 이름을 바꾸어 오늘에 이르고 있다.

## 참고 자료
- 계룡산초혼각지 - 국가유산청 국가유산포털